# 叶文澜
葉文澜（1824-1887），号清渠，字德水，福建同安縣厦门人，祖籍江苏应天府（今南京）。是清朝末年曾經到過美國舊金山的契約勞工。後返國經營錢莊、茶棧、藥房等生意，成為買辦世家，其產業遍佈廈門、台灣、南洋等地。

## 生平
便回乡创立源通钱庄、瑞云茶栈、宝善堂药房等，生意遍布厦门、台湾、南洋等地，成为厦门巨贾。1865年，左宗棠入闽在漳州镇压太平军残部，叶文澜为清军筹集粮草，并利用与洋人的关系为清军购买军火，受到左宗棠赏识。
1866年左宗棠举荐熟悉洋务的叶文澜与胡雪岩等人参与创建马尾船政。在船政大臣沈葆桢的直接领导下，作为总监工（布政使衔道员，从二品），与法国人日益格、德克碑一起工作，从1867年至1876年，长达九年。他多次赴上海、南洋等地采购建材和造船的木料等，兢兢业业，贡献卓著。
1876年初夏，官营基隆煤矿矿务局（后改为煤务局）成立，叶文澜被委任为首任矿务督办，主持基隆机器煤矿筹建工作。1878年，叶文澜主持开发后龙石油，这是中国近代第一口现代油井。
1884年中法爆发战争。虽然已经退休，但叶文澜仍应李鸿章的请求，利用其在台湾的人脉，通过汇丰银行向被围困的清军汇兑军饷，立了战功。叶文澜还曾参股盛宣怀的厦门、泉州、台湾电报局和文报局。
叶文澜还是著名的慈善家。除出资重修厦门育婴堂、同安双溪书院考棚，资助金门育婴堂，有据可查的还有为福建水灾和台湾修路、赈灾捐款的记录。
叶文澜还热衷于出资出版医学、宗教书籍。有些书目前在国外还能找到，如剑桥大学图书馆收藏，出版于1863年的《全真礼斗清静科仪(北斗真经)》；1864年刻印1000册的《戒溺女果報圖說》，现存于澳大利亚国家图书馆；光绪元年以叶征瑞堂名义出版的《道霈纂要》，现存于日本。1871年以征瑞堂名义刻印的《万氏医贯》，是现今存世古代儿科权威著作的唯一版本。
《清穆宗实录》同治四年（1865）农历十一月记载：以慷慨捐款、热衷公益事业，给予福建在藉知府叶文澜以道员任用，并赏赐花翎。

## 家族
叶文澜多妻，家族庞大。其十三个儿子中最有名的当属八房叶鹤秋。汇丰银行由于叶文澜的关系而让叶鹤秋做了买办，由此开创了厦门最有名的买办世家，一直到1949年。
叶文澜去世后，叶家的源通钱庄受其家族在台湾的茶叶生意拖累而破产，在当时是很轰动的事件，连上海《申报》都有记载，甚至汇丰买办也差点被免。好在叶家多方筹款赔偿储户损失、度过了这个难关，并且在20世纪初开始投资厦门最早的现代企业，如淘化大同食品、厦门电灯公司、自来水公司等。
叶家后人多接受西式教育，会讲英文，从事金融业的也很多。
叶文澜在莲坂建有规模宏大的私家花园“叶征瑞园”也叫“德水花园”，花园中有祖祠和祖坟。1938年日本占领厦门后，叶家有多人被日本人关押、两人死在狱中，叶家开始走下坡路。花园、祖祠尽毁，位于前营的两座五进大厝也被出卖，居住于此的叶家十房从此各奔东西。叶文澜及其两房夫人和母亲葬在莲坂的祖坟，直到1970年代迁坟火化，移灵至南普陀寺。据称当时发现叶文澜尸身未腐。
1949年后，由于买办和封建官员这些敏感的政治问题，叶家后人（主要是叶文澜的孙子辈的）经历了多次的政治运动，已不敢跟自己的下一代讲祖先的历史。到了文革，更是将一切照片、资料全部焚毁。到了叶文澜的曾孙辈，多数人连自己曾祖的名字都不知道。
2013年初，叶文澜孙子叶鸿逵在文革前夕所写的家族史材料被发现，大家才知道原来厦门的著名买办叶德水和马尾船政的总监工叶文澜原来是同一个人。
叶文澜后代人口众多，分布于海内外，代表性人物包括曾任厦门市政协副主席的叶绂麟、曾任厦门市自来水公司总经理的叶瑛珲、1980年代汇丰银行恢复厦门代表处的首席代表和首任分行经理的杨信平（来自香港）、厦门大学法律系教授、厦门市政协委员的叶希庆、 沈阳飞机制造公司研究员级高工叶希扬、中国空气动力研究与发展中心副总工程师叶希超、厦门大学生物系研究生毕业、武汉中科院水生生物研究所研究员叶希珠、厦门理工大学教授叶瑛瑜、创立台湾大宇资讯被誉为中文电脑游戏之父的李永进等。目前健在、辈分最高的是叶文澜的孙女，81岁的叶宝莹（2013年）。
叶文澜有一个弟弟叫叶清瑞睿，1886年自厦门赴台湾高雄发展，设立钱庄，经营店铺，很快发展成为当地数一数二的名门望族。其家族设立的高雄二信至今仍在运营。